# Primera Calle Noreste
La 1.ª Calle Noreste (Primera Calle Noreste) es una calle urbana ubicada en el cuadrante noreste de la ciudad de Managua, Nicaragua. Se extiende desde la zona institucional de Santo Domingo, cerca del Complejo Judicial Managua y el Instituto Loyola, hasta la periferia norte del Mercado Oriental.

## Trazado
La vía inicia en la 5.ª Avenida Noreste dentro del barrio Santo Domingo, al este del Complejo Judicial Managua y al norte del Instituto Loyola. Desde ahí se dirige hacia el oeste atravesando barrios de actividad residencial y comercial, hasta concluir en la 13.ª Avenida Noreste, a aproximadamente tres cuadras al norte del Mercado Oriental.

## Intersecciones principales
- 9.ª Avenida Noreste – cruce en zona residencial intermedia
- 11.ª Avenida Noreste – vía alterna hacia la zona del mercado
- 13.ª Avenida Noreste – conexión con áreas de comercio popular

## Coordenadas
12°8′45″N 86°15′25″O / 12.14583, -86.25694